# Sungai Buloh
Sungai Buloh ou Sungei Buloh (jawi : سوڠاي بولوه ;chinois simplifié : 双溪毛糯 ; chinois traditionnel : 雙溪毛糯 ; tamoul : சுங்கை பூலோ) est une ville, un mukim dans le nord du Petaling District (en) en Malaisie

## Étymologie
Le nom signifie "rivière de bambous" en langue malaise.

## Situation
La ville est située à 16 km au nord-ouest du centre-ville de Kuala Lumpur et à 8 km au nord de l'aéroport de Subang le long de la Malaysia Federal Route 54 (en).
Elle est proche de Damansara, Kepong (en), Kuang (town) (en) et de Kuala Selangor.

## Histoire
Dans les années 1930, on y implanta une léproserie qui fut, pour la taille, la deuxième au monde. Elle était équipée d'installations de pointe et est restée un centre de recherche sur la lèpre jusqu'à aujourd'hui. Sungei Buloh était un projet pionnier basé sur UNE "politique éclairée" de ségrégation des lépreux dans une communauté autosuffisante suivant les principes d'une cité-jardin. Elle est inscrite sur la liste indicative de la liste du patrimoine mondial en Malaisie.

## Transport
Il y a une gare, la Sungai Buloh station (en) qui donne accès au KTM Komuter, un réseau express régional de la KTM
Elle est desservie par le métro automatique de la Ligne Sungai Buloh–Kajang longue de 51 km.